# André McDonald
Jacobus Andreas Joubert McDonald dit André McDonald, né le 17 février 1909 à Murraysburg (Afrique du Sud) et mort le 13 juillet 1991 à Brandfort, est un joueur de rugby à XV qui a joué avec l'équipe d'Afrique du Sud évoluant au poste de troisième ligne aile.

## Biographie
André McDonald évolue avec la Western Province qui dispute la Currie Cup. Il dispute son premier test match le 5 décembre 1931 contre le pays de Galles. Son dernier test match fut contre l'Écosse le 16 janvier 1932 à 20 ans. Les Sud-africains font une tournée en Grande-Bretagne et en Irlande en 1931-1932. Ils battent le pays de Galles 8-3 à Swansea, ils l'emportent 8-3 contre l'Irlande. Ils gagnent le 2 janvier ensuite 7-0 contre l'Angleterre. Puis ils battent l'Écosse 6-3 avec deux essais de Danie Craven et du capitaine Bennie Osler. C'est un grand chelem. 

## Statistiques en équipe nationale
- 4 test matchs avec l'équipe d'Afrique du Sud
- Sélections par année : 2 en 1931, 2 en 1932